# Département des Entreprises, du Commerce et de l'Emploi (Irlande)
Le département des Entreprises, du Commerce et de l'Emploi (anglais : Department of Enterprise, Trade and Employment  ou irlandais : An Roinn Fiontar, Trádála agus Fostaíochta) est un département d'État (ou ministère) du gouvernement de l'Irlande.
Il est dirigé par le Ministre des Entreprises, du Commerce et de l'Emploi, qui est assisté de deux secrétaires d'État.

## Organisation
Le siège officiel est installé au 23 Kildare Street, à Dublin 2. Plusieurs ministres travaillent en coopération :
- Ministre des Entreprises, du Commerce et de l'Emploi : Leo Varadkar
  - Secrétaire d’État à l'Emploi et au Commerce de détail : Damien English
  - Secrétaire d’État à la Promotion du Commerce : Robert Troy
- Secrétaire général du département : Orlaigh Quinn

## Histoire
Le ministère des Entreprises, du Commerce et de l'Emploi a été créé lors de la première réunion du Dáil Éireann, le 19 juin 1919. Le département a été appelé successivment :
- Ministère de l'Industrie et du Commerce (1986-1993)
- Ministère des Entreprises et de l'Emploi (1993-1997)
- Ministère des Entreprises, du Commerce et de l'Emploi (1997-2010)
- Ministère des Entreprises, du Commerce et de l'Innovation (2010-2011)
- Ministère de l'Emploi, des Entreprises et de l'Innovation (2011-2017)
- Ministère des Affaires, des Entreprises et de l'Innovation (2017-2020)
- Ministère des Entreprises, du Commerce et de l'Emploi (2020-en cours)